# Левашник
Лева́шник — старинное русское блюдо, пирожок с начинкой из ягодной пастилы (леваша), жаренный в масле. Согласно словарю В. И. Даля, «род пирожка, либо без начинки, либо с начинкою в одном углу, вздуваемый на сковороде; наливашник».
Упоминается в Домострое. Как постное блюдо левашники обычно подавали по субботам и воскресеньям на Великий пост.
Леваши делали из малины, черники, смородины, земляники. Ягоды варили с патокой, протирали сквозь сито, выкладывали смесь на доску и сушили на солнце.
Для левашников замешивают тесто из муки, яиц, воды, водки (коньяка, рома), сахара и соли. Пастилу часто заменяют вареньем. Лепят пирожки, которые размером и формой напоминают вареники. Края левашников склеивают желтком. Жарят до золотистой корочки с двух сторон.